# التفاحات البعيدة
التفاحات البعيدة مجموعة قصصية للكاتبة الشاعرة والمترجمة الفلسطينية حزامة حبايب، صدرت سنة 1994 عن دار الكرمل للنشر والتوزيع، وتقع في 101صفحة.

## نبذة عن المجموعة القصصية
المجموعة القصصية "التفاحات البعيدة" للكاتبة الفلسطينية حزامة حبايب تتضمن تسع قصص قصيرة. تبرز من خلالها حزامة حبايب بأسلوبها الجريء والشجاع قصصا معقدة وذات طابع واقعي. القصة الأولى، "التفاحات البعيدة"، تتناول علاقة حب غريبة بين امرأة في العشرين من عمرها وزوجها الذي يكبرها بثلاثين عامًا، وكيفية التعامل مع مشاعرها المتناقضة تجاهه في ظروف حياة صعبة على مدى ثلاثين عامًا من الزواج. قصص حزامة حبايب تنتهي غالبًا بنهايات مفاجئة وشعرية، تحول مجرى السرد.

## أهم أبطال المجموعة القصصية
- المرأة - بطلة القصة الأولى "التفاحات البعيدة". هي امرأة تعاني من مشاعر متضاربة تجاه زوجها، وتعيش حياة مليئة بالتضحيات والصبر.
- الزوج - زوج بطلة القصة الأولى "التفاحات البعيدة". رجل يحمل سمات الغيرة والأنانية والخوف من فقدان حب زوجته.
- الشخصيات الأخرى - في بقية القصص، تقدم حزامة حبايب شخصيات متنوعة تتعامل مع مجموعة من القضايا الإنسانية والاجتماعية والنفسية من بينهم الكاتب المغمور.

## المرأة في المجموعة القصصية
حزامة حبايب تُسهم بإضافة للمشهد السردي في الأردن حيت تقيم إذ تعكس من خلال كتاباتها قضايا وتحديات المرأة العربية عموما في إطار تحرري ولغوي متميز.